# Arado Ar E.560
De Arado Ar E.560 was een project voor een snelle, tactische bommenwerper dat werd ontwikkeld door de Duitse vliegtuigontwerper Arado.

## Ontwikkeling
Het gehele project besloeg een groot aantal ontwerpen die vooral verschilde in het aantal gebruikte en type motoren. Het project werd in de laatste weken van de oorlog nog opgestart.
Alle ontwerpen in het project waren voorzien van pijlvleugels en de cockpit was in de rompneus aangebracht. Deze was als drukcabine uitgevoerd. Er was een standaard staartsectie geplaatst en men had een neuswiel landingsgestel aangebracht.
De meeste ontwerpen waren voorzien van reddingvloten en een automatisch koerscorrectie en controlesysteem.
Van geen enkel ontwerp werden schaalmodellen of modellen op ware grootte gebouwd. Officieel is door de oorlogssituatie het project nooit stopgezet.

## Uitvoeringen

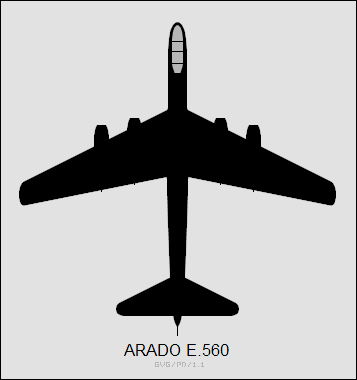
Arado E.560

##### Ar E.560/1
Viermotorige bommenwerper. Voorzien van een standaard staartsectie. Motoren waren onder de vleugels aangebracht.
Spanwijdte: 18 m. Lengte: 19,10 m. Hoogte: 5,50 m. Startgewicht: 28.600 kg. Motoren: Vier BMW 018 straalmotoren, 2.300 kg elk. Bommenlading: 4.000 kg. Maximumsnelheid: 900 km/uur. Actieradius: 2.300 km. Bewapening: Twee 20 mm MG151/20 kanonnen in de rompneus met 200 schoten en een op afstand bediende 20 mm MG151/20 kanon met 400 schoten, bediend van uit de cockpit via een periscoop.

##### Ar E.560/4
Viermotorige bommenwerper. Voorzien van standaard staartsectie. Motoren onder de vleugels aangebracht.
Spanwijdte: 24 m. Lengte: 22,30 m. Vleugeloppervlak: 57 m². Startgewicht: 38.200 kg. Motoren: Vier BMW 003E straalmotoren, 1.200 kg elk. Bommenlading: 3.000 kg. Maximumsnelheid: 950 km/uur. Actieradius: 2.100 km. Bewapening: Twee 30 mm MK103 kanonnen in de rompneus onder de cockpit en twee vaste en een op afstand vanuit de cockpit via een periscoop bediende wapens in de staart.

##### Ar E.560/8
Zesmotorige bommenwerper. Voorzien van standaard staartsectie. Motoren waren onder de vleugels, twee in paar en een apart.
Spanwijdte: 23,20 m. Lengte: 18 m. Hoogte: 3,25 m. Vleugeloppervlak: 46,60 m². Motoren: Zes BMW 003 straalmotoren, 900 kg elk. Bommenlading: 3.000 kg.